# Brunia phylicoides
Brunia phylicoides är en tvåhjärtbladig växtart som beskrevs av Carl Peter Thunberg. Brunia phylicoides ingår i släktet Brunia och familjen Bruniaceae. Inga underarter finns listade.